# Ledenik (Chorwacja)
Ledenik – wieś w Chorwacji, w żupanii osijecko-barańskiej, w gminie Koška. W 2011 roku liczyła 189 mieszkańców.